# Robust (fusil)
Le fusil de chasse à double canon Robust est lancé par Manufrance en 1913 et devient la référence pour ce type d'armes d'épaule en France. Il reste produit jusqu'au début des années 1980. Dans les années 1990, la SARL « Manufacture française d'armes de Saint-Étienne » relance l'activité par le biais d'un magasin à Saint-Étienne et un catalogue de vente par correspondance la  production du fusil Robust sous la forme des Modèles 322/324 Magnum/326 Bécassier et de la carabine 450 Express.

## Technique
Le Robust est un fusil type Anson et Deeley (système inventé en 1875 au Royaume-Uni) dont la mécanique très simple est intégrée au corps de la bascule. La percussion est ainsi assuré par des percuteurs étant armés par la fermeture du fusil. Muni de 2 détentes, il s'ouvre à l'aide d'une clef type top lever. Les organes de visée sont fixes et se limitent à un guidon en forme de grain d'orge. La crosse demi-pistolet et le fût sont en noyer et partiellement quadrillés.

## Variantes françaises et nord-américaines
Sa diffusion est très large puisque 800 000 fusils de ce type furent ainsi vendus jusqu'en 1970 dont certains sous la marque Colt en Amérique du Nord. En 1950 apparaissait la version à canon de 76 cm et en 1966 celle chambrant le 12 Magnum.

## Caractéristiques de la Version 1913/1981
- Munition : Calibre 12/12 Magnum/16
- Chambre : 70/76 mm (en 12 Magnum)
- 2 canons de 70/76 cm /80 cm
- Longueur : 113,5 à 123,5 cm
- Masse de l’arme vide  : 3 à 3,2 kg  (en 12 Magnum)
- Capacité : 2 coups

## Caractéristiques de la Version 322/338
- Munition : Calibre 12
- Chambre : 70 mm
- 2 canons de 66/70 cm
- Longueur : 109,5 à 113,5 cm
- Masse de l’arme vide  : 2,8 à 2,85 kg
- Capacité : 2 coups

## Caractéristiques de la Version 324 Magnum
- Munition : Calibre 12 Magnum
- Chambre : 76 mm
- 2 canons de 76 cm
- Longueur :  119,5 cm
- Masse de l’arme vide  : 3 à 3,05 kg
- Capacité : 2 coups

## Caractéristiques de la Version 326Bécassier/Bécassier luxe
- Munition : Calibre 12
- Chambre : 70 mm
- 2 canons de 61 cm
- Longueur : 104,5 cm
- Masse de l’arme vide  : 2,8 à 2,85 kg
- Capacité : 2 coups

## Dans l'histoire militaire française
Le fusil équipa l'armée de l'air française pour le « ball trap », discipline pratiquée comme entrainement au tir.
D'usage courant et facile, le fusil Robust arma les maquisards FFI et FTP lors de la Seconde Guerre mondiale. On le retrouva également aux mains des groupes d'autodéfense villageois et des  harkis mais aussi dans celles des combattants de l'Armée de libération nationale durant la Guerre d'Algérie.

## Sources
Cette notice est issue de la lecture de l'ouvrage  « Le fusil Robust » écrit par Jean-Claude MOURNETAS et paru aux  éditions Pécari en 2006